# Honschaft Höhscheid
Die Honschaft Höhscheid war ab dem Mittelalter eine Honschaft im Kirchspiel und Gerichtsbezirk Solingen innerhalb des bergischen Amts Solingen. Sie umfasste das heutige Solinger Stadtgebiet in den Stadtteilen Höhscheid und Widdert.
Die Honschaft wurde erstmals im Jahr 1485 urkundlich erwähnt.
Nach Ende der französischen Besetzung zu Beginn des 19. Jahrhunderts und Auflösung des Großherzogtums Berg 1815 wurde die Honschaft Höhscheid – unter Beibehaltung der von den Franzosen durchgeführten kommunalen Neugliederung des Herzogtums – schließlich als Landgemeinde der Bürgermeisterei Höhscheid im Kreis Solingen des Regierungsbezirks Düsseldorf innerhalb der preußischen Rheinprovinz zugeordnet und war damit bis in das 19. Jahrhundert eine der untersten bergischen Verwaltungseinheiten. 1815/16 lebten 1.044 Einwohner in der Honschaft.
Laut der Statistik und Topographie des Regierungsbezirks Düsseldorf gehörten zu der Honschaft 1832 folgende Ortschaften und Wohnplätze (originale Schreibweise): Aue, in der Hasenmühl, im Schirpenbruch, Höhmannsberg, Kohlsberg, Holzhof, Brachen, Schirpenberg, Neuenhaus, Steigerhäuschen, Irler Hof, Struppsmühle, unter Höhscheid, mittel Höhscheid, Paffenhof, oben Höhscheid, Bauermannskulle, Neuenkamp, Neuenhof, Hingenberg, Weinsberg, Platzhof, Platzhofermühle, Birminghamm, oben Fürkelt, unten Fürkelt, mittel Fürkelt, Kullen und hinten Meiswinkel.
Zu dieser Zeit gab es vier öffentliche Gebäude, 181 Wohnhäuser, sechs Mühlen bzw. Fabriken und 215 landwirtschaftliche Gebäude. Es lebten 1.247 Einwohner in der Honschaft, davon 131 katholischen und 1.143 evangelischen Glaubens.
Mit der Erhebung der Bürgermeisterei Höhscheid 1856 zur Stadt entfielen die Honschaften als Verwaltungseinheit.